# 土木工程署
土木工程署（英語：Civil Engineering Department）為一個已經被合併的香港政府部門，於2004年7月1日與拓展署合併成為土木工程拓展署。

## 歷史
工務司署於1982年4月改組為地政工務科，並分拆為多個部門，其中一部門為工程拓展署，而該處下轄有土木工程處。土木工程處後來於1986年6月1日地政工務部門重組，工程拓展署解散，其下轄的土木工程處升格為獨立的部門，改稱土木工程署，而當時屬於工程拓展署的路政處亦於同日升格為獨立部門路政署並轉屬運輸科。土力工程處亦於同年由原先隸屬於建築拓展署建築物條例執行處（今屋宇署）改為隸屬於土木工程署。2004年7月1日，土木工程署與拓展署合併成為土木工程拓展署。

## 歷任首長

### 土木工程署署長
- 林滿甜（1996年2月—1999年9月28日[6]）
- 盧耀楨（1999年9月28日—2000年8月26日[7]）
- 劉正光（2000年9月16日[8][9]—2002年12月29日）
- 曹德江（2002年12月29日[10]﹣2004年7月1日）